# Evangelische Kirche (Röthges)

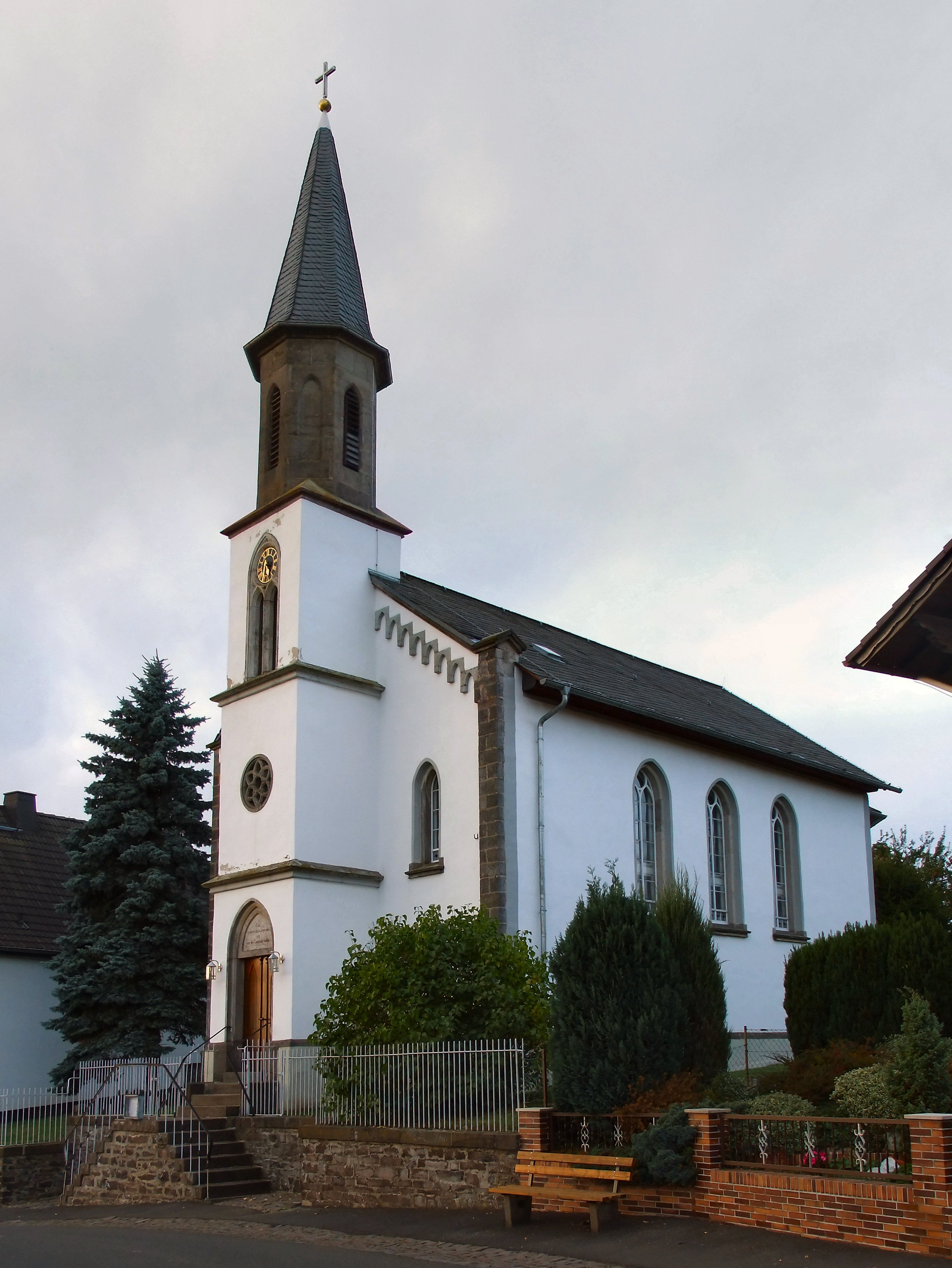
Kirche von Südwesten

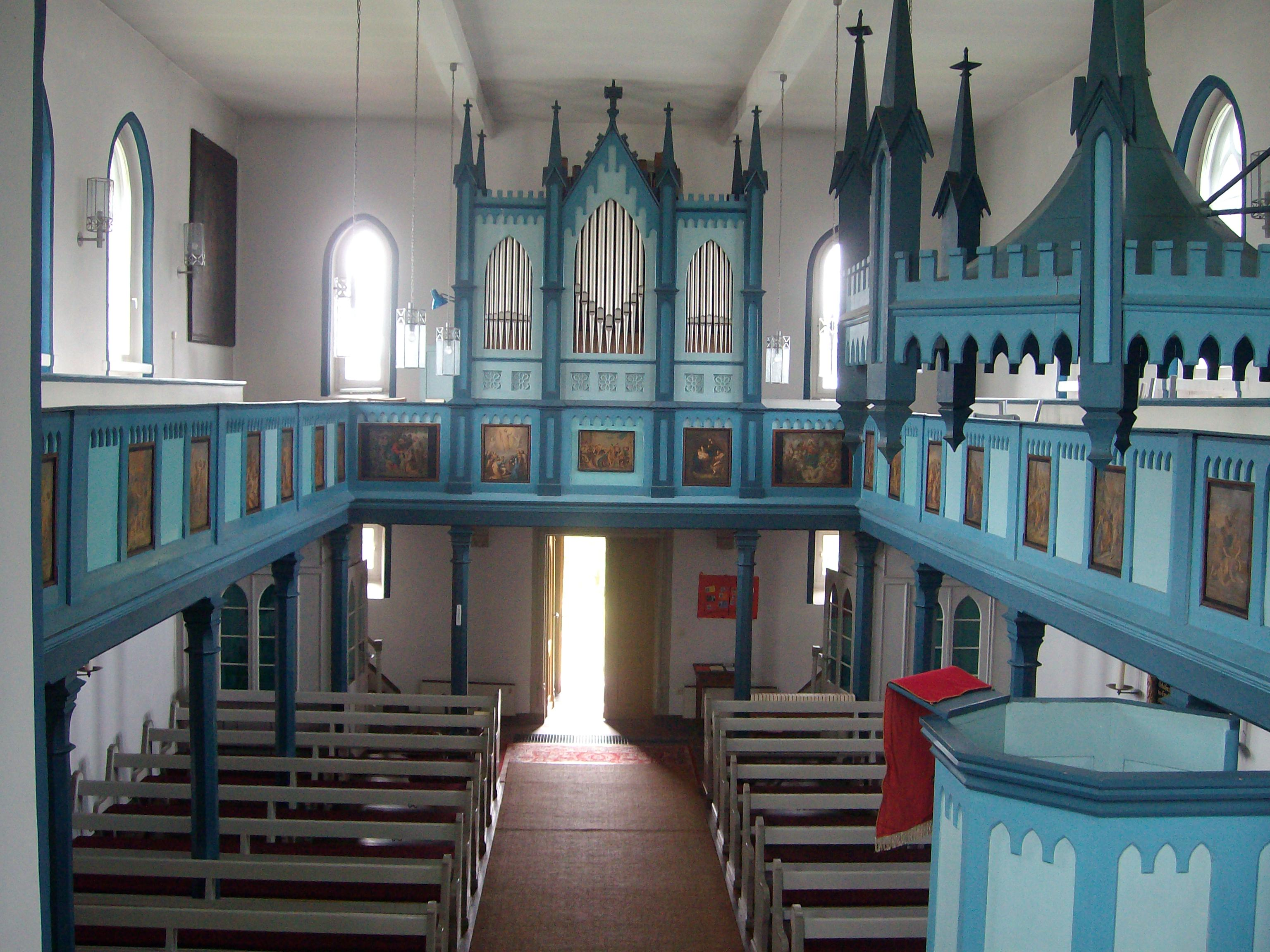
Innenraum Richtung Süden

Die Evangelische Kirche in Röthges, einem Stadtteil von Laubach im Landkreis Gießen (Hessen), ist eine Saalkirche im Spitzbogenstil aus den Jahren 1878/1879. Sie wurde nach Plänen von Kreisbaumeister Carl Wilhelm Christian Dieffenbach errichtet. Das hessische Kulturdenkmal mit dreigeschossigem Westturm prägt das Ortsbild.
Sie gehört zur Gesamtkirchengemeinde WORM an der Wetter im Dekanat Gießener Land in der Propstei Oberhessen der Evangelischen Kirche in Hessen und Nassau.

## Geschichte
Der Vorgängerbau geht auf vorreformatorische Zeit zurück und war Filial von Wetterfeld. Mit Einführung der Reformation wechselte die Kirchengemeinde zum evangelischen Bekenntnis. Sie blieb 1535 bei Wetterfeld eingepfarrt. Zu Streitigkeiten kam es, weil Wetterfeld zu Solms-Lich gehörte, Röthes hingegen zu Solms-Braunfels.
Im zweiten Viertel des 19. Jahrhunderts geriet die Filialkirche in Verfall und wurde 1846 wegen Einsturzgefahr abgebrochen. Bis zur Fertigstellung der neuen Kirche diente der Schulsaal über mehr als 30 Jahre als gottesdienstlicher Versammlungsraum. Das Geläut wurde während dieser Zeit in einem dem „Bet- und Schulhaus“ aufgesetzten Dachreiter untergebracht. Das heutige Gotteshaus wurde 1878/1879 nach Plänen von Baurat Dieffenbach (1820–1903) aus Grünberg  errichtet, der sich an den Mustervorgaben des Oberkonsistoriums und der Oberbaudirektion aus dem Jahr 1851 orientierte. Dieffenbach hatte zuvor die Kirche in Weitershain gebaut. Die Einweihung der Kirche in Röthges erfolgte am 14. September 1879. Die Baukosten betrugen 22.852,32 Mark. Viele Arbeiten wurden in Eigenleistung vorgenommen.
Die Turmspitze wurde am 11. Juni 1892 durch Blitzschlag zerstört, abermals im Oktober 1901 und ein drittes Mal 1976. Von 1967 bis 1970 wurde eine Außen- und Innenrenovierung durchgeführt, die eine neue Heizung, eine elektrische Läutanlage und eine neue Turmuhr einschloss. Bei der Renovierung 1997 wurden das Kirchendach vollständig erneuert, der Turm neu eingeschiefert und eine neue Turmspitze aufgesetzt. Aufgrund eines Platzregens in den offenen Dachstuhl wurde eine Innenrenovierung erforderlich. Die gesamten Renovierungskosten betrugen über 200.000 DM.
Seit dem 1. April 2014 sind die vier sogenannten WORM-Gemeinden, die bisher zwei Pfarrer hatten, pfarramtlich verbunden und werden von einer Pfarrstelle betreut. WORM ist ein Akronym aus Wetterfeld, Ober-Bessingen, Röthges und Münster.

## Architektur

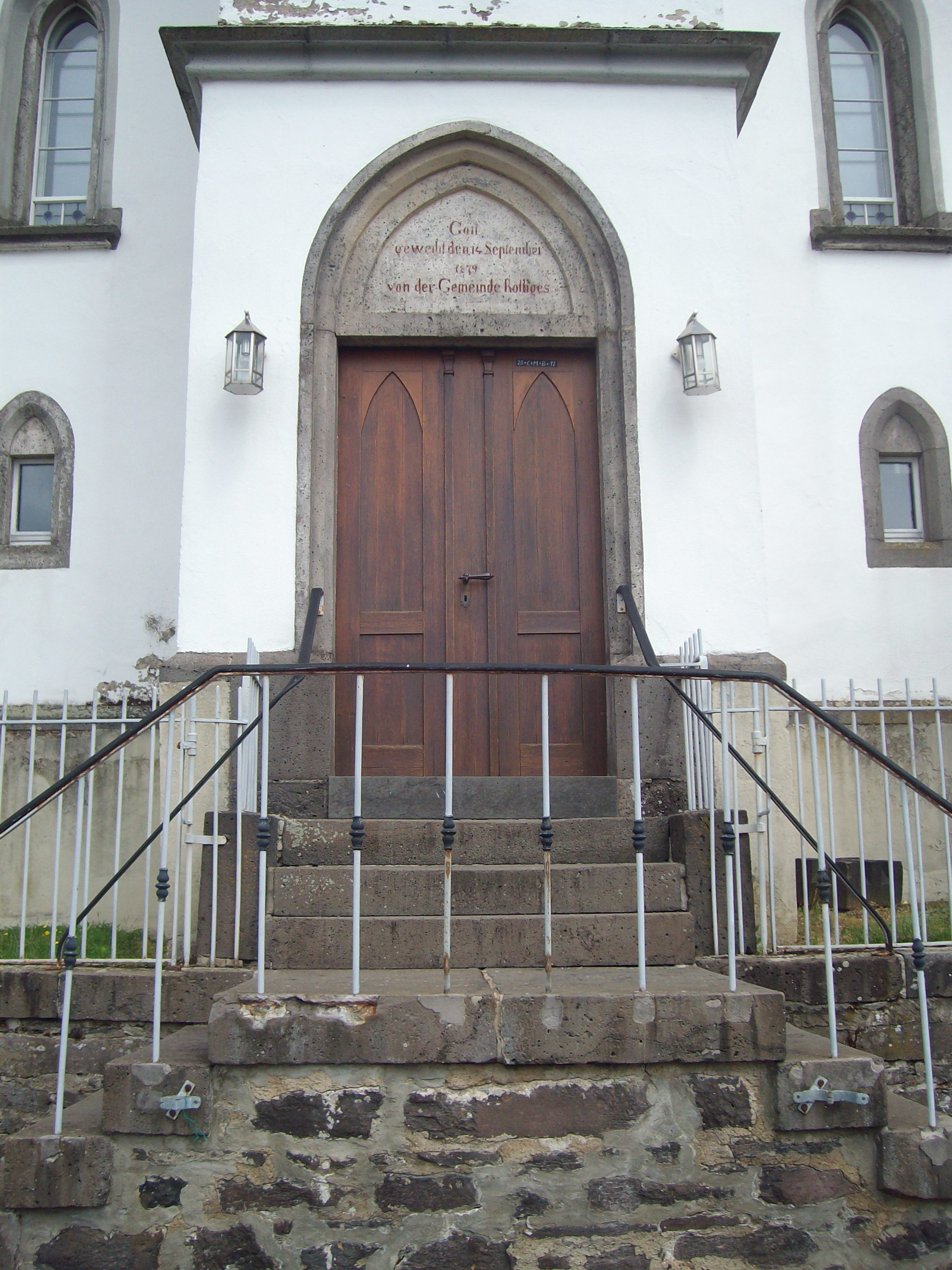
Südportal

Die weiß verputzte Saalkirche ist auf rechteckigem Grundriss am nordöstlichen Ortsrand auf dem höchsten Punkt des Ortes errichtet. Sie ist von Süd nach Nord ausgerichtet und steht giebelständig mit dem Südturm zur Straße. Der neugotische Spitzbogenstil orientiert sich streng an den Vorgaben von 1851. Die Kirche hat einen eingezogenen 5/8-Chor an der Nordseite, der von drei Spitzbogenfenstern belichtet und von einem verschieferten Satteldach abgeschlossen wird. Der Innenraum wird an den Langseiten durch je drei Spitzbogenfenster belichtet, die Maßwerk vortäuschen. Ein hoher, flachspitzbogiger Triumphbogen öffnet den um zwei Stufen erhöhten Chor zum Schiff. Die Südseite hat zu beiden Seiten des Turms je ein kleines spitzbogiges Fenster und einen Spitzbogenfries. Im Nordwesten ist eine kleine Sakristei angebaut.
Der schlanke Turm auf quadratischem Grundriss ist in die Südseite des Kirchenschiffs eingebunden. Er wird durch kräftige Gesimse in drei Geschosse gegliedert, die nach oben jeweils zurückspringen. Die Inschrift im spitzbogigen Tympanon des Westportals lautet: „GOTT GEWEIHT DEN 14. SEPTEMBER 1879 VON DER GEMEINDE RÖTHGES“. Während die Ost- und Westseite fensterlos sind, hat das zweite Geschoss der Südseite ein sechsteiliges Radfenster und im dritten Geschoss ein zweibahniges Maßwerkfenster, in dessen Spitzbogen das Ziffernblatt der Turmuhr angebracht ist. Die oktogonale steinerne Laterne mit spitzbogigen Schalllöchern geht in einen spitzen steinernen Pyramidenhelm über, der von einem Kugelkreuz bekrönt wird. Die ursprüngliche Gestalt der Spitze wurde 1997 nicht wiederhergestellt.

## Ausstattung

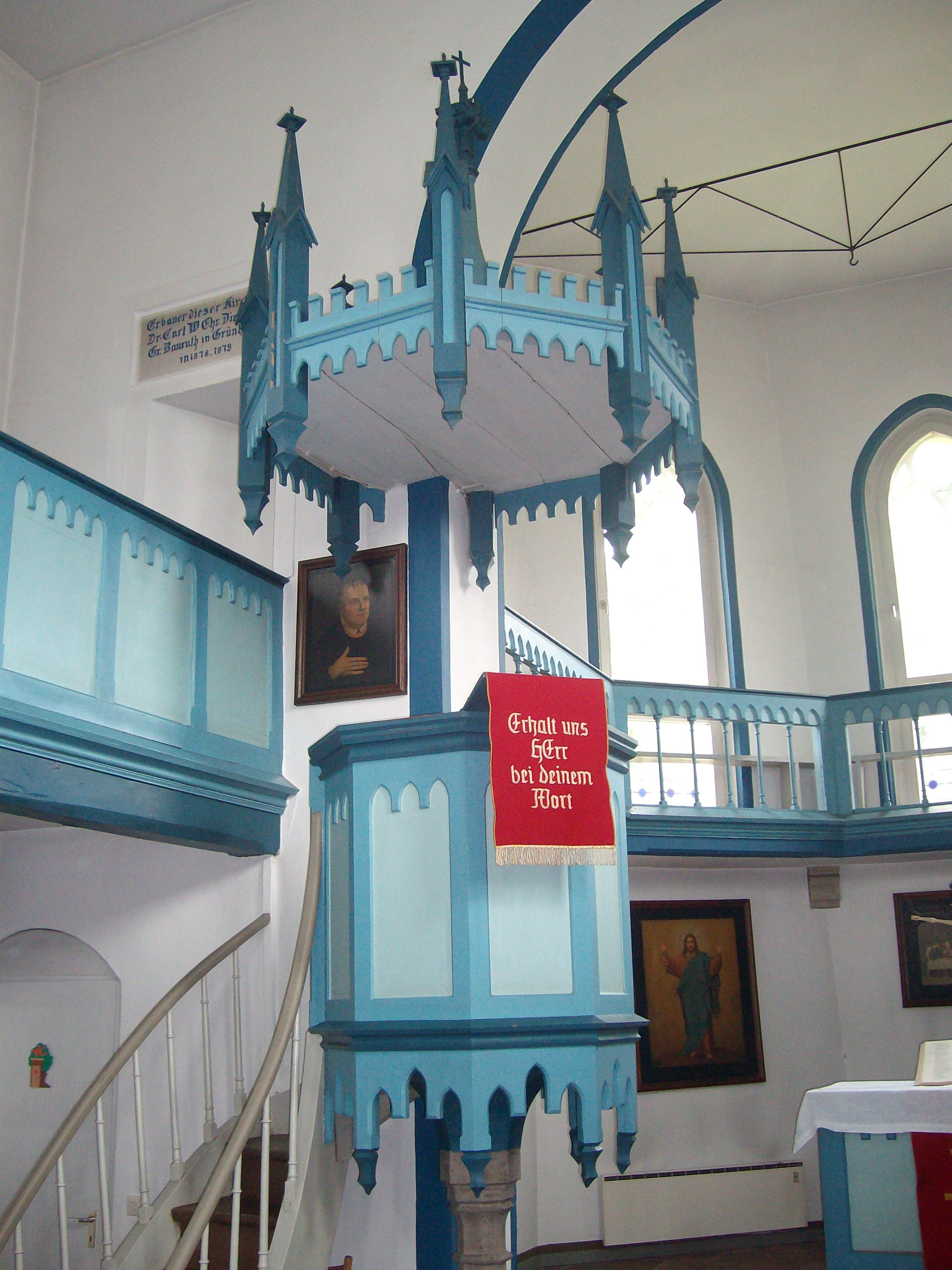
Kanzel

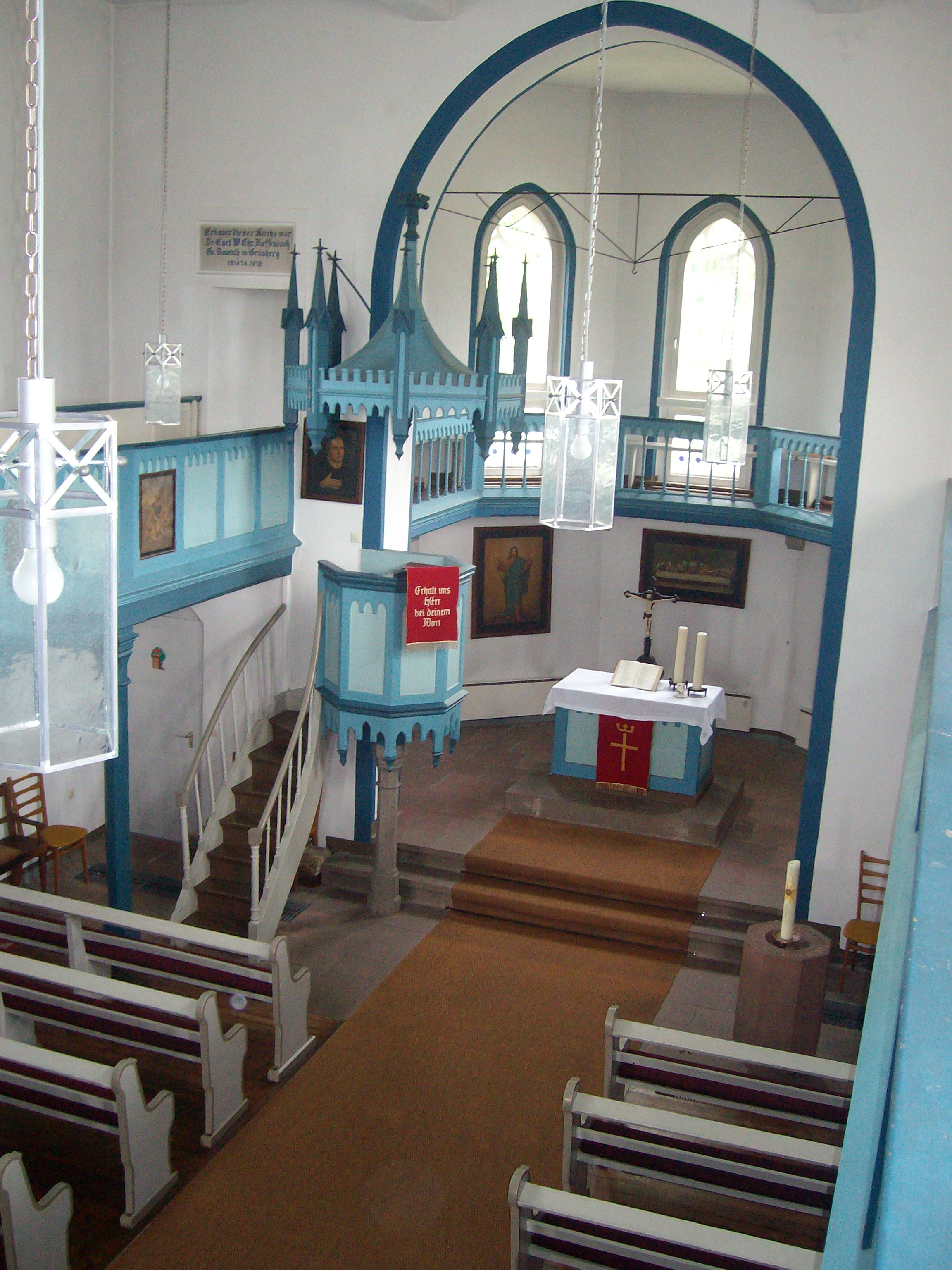
Innenraum Richtung Nordwesten

Der Innenraum wird von einer Flachdecke abgeschlossen, die auf zwei Längsunterzügen ruht. Die dreiseitig umlaufende Empore in blauer Fassung wird von achteckigen Holzpfosten getragen. Die Füllungen der Emporenbrüstungen haben einen Spitzbogenfries. Die fünf südlichen Füllungen und die beiden angrenzenden an den Langseiten haben unterschiedlich große Brüstungsmalereien. Eine im Chor umlaufende Empore ist mit der Kirchenempore verbunden. Über dem westlichen Durchgang erinnert eine Bauinschrift an den Baumeister und das Baujahr: „Erbauer dieser Kirche war Dr. Carl W Chr Dieffenbach Gr Baurath in Grüningen in 1878–1879“. Der Fußboden ist mit roten Sandsteinplatten belegt.
Der Blockaltar ruht um eine Stufe erhöht auf einem Podest einer Sandsteinplatte. Die polygonale, hölzerne Kanzel ist an der Westseite vor dem Chorbogen angebracht. Die Kanzelfelder sind wie die Emporenbrüstungen mit Füllungen und Spitzbogenfries gestaltet. Der mächtige, achteckige Schalldeckel weist gotisierende Formen auf.
Neben der Kanzel hängt ein Bild von Martin Luther. Unter der Chorempore befinden sich Bilder mit dem auferstandenen Christus, der Abendmahlszene und Christus am Ölberg.

## Orgel

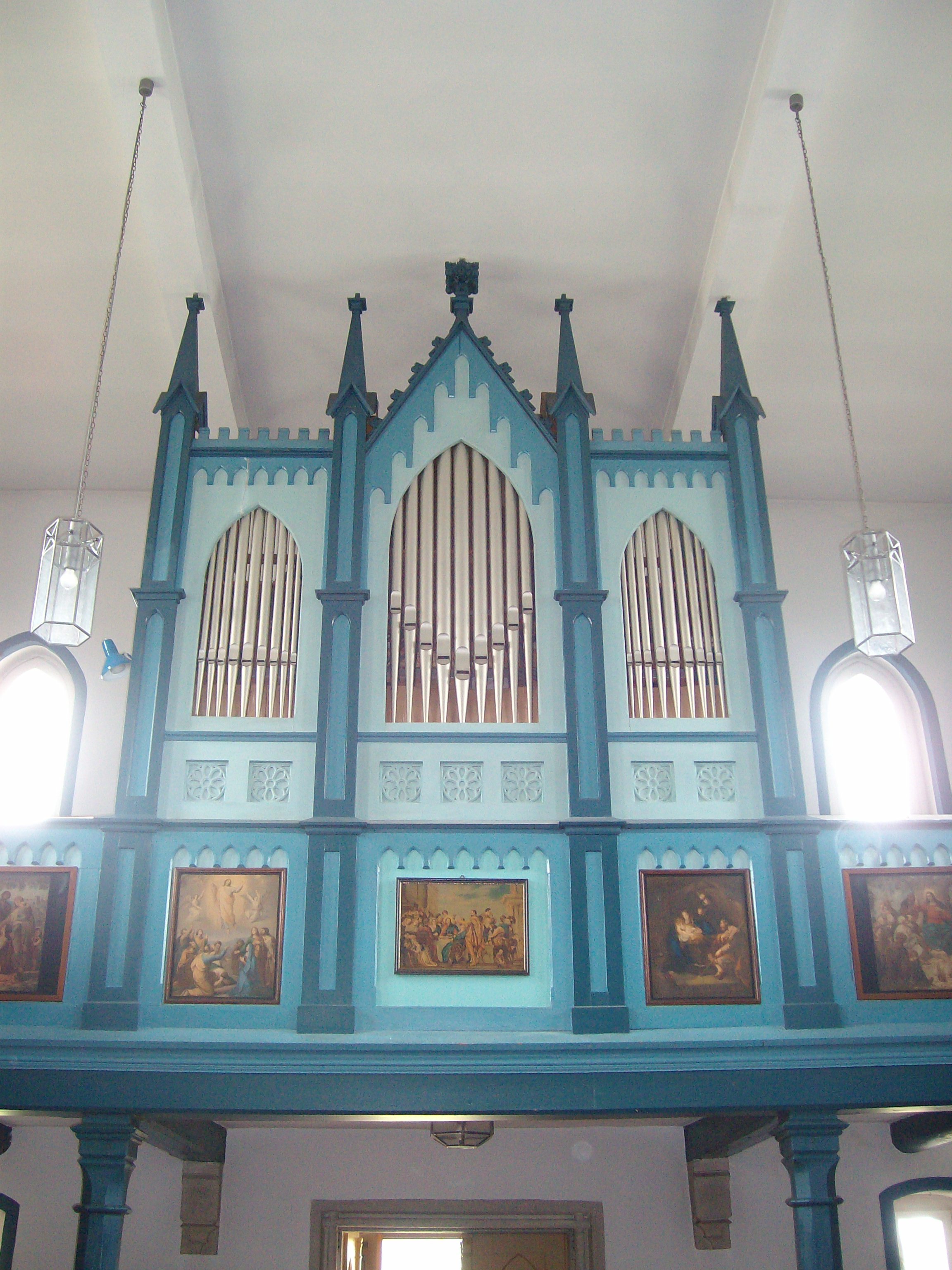
Voigt-Orgel

Heinrich Voigt aus Wiesbaden-Igstadt baute nach 1881 eine Orgel. Nachdem das Instrument Heizungsschäden aufwies, wurde es stillgelegt. Die Gemeinde schaffte 1972 eine elektronische Orgel an, die in den Spieltisch eingebaut wurde. Die Lautsprecher fanden im Orgelgehäuse ihren Platz. Die Gutachter Hans Martin Balz und Peter Albrecht empfahlen 1984 die Wiederherstellung der Orgel, die 1986 beschlossen wurde. Die Restaurierung durch Förster & Nicolaus in den Jahren 1987/1988 kostete 45.000 DM. Vier Pilaster, die in spitzen Türmchen mit Kreuzblumen enden, gliedern den Prospekt, der durch drei spitzbogige Pfeifenfelder geprägt wird. Das Mittelfeld hat einen Dreiecksgiebel mit Fries, die flankierenden Seitenfelder einen geraden Abschluss mit Fries und kleinen Zinnen. Das seitenspielige Werk verfügt über mechanische Schleifladen und acht Register, die auf einem Manual und Pedal verteilt sind. Die Disposition lautet wie folgt:
| I Manual C–f3      |    |
| Principal          | 8′ |
| Gedackt            | 8′ |
| Viola di Gamba     | 8′ |
| Oktave             | 4′ |
| Hohlflöte          | 4′ |
| Oktave             | 2′ |
| Kornett III–IV B/D |    |

| Pedal C–d1 |     |
| Subbaß     | 16′ |

- Koppeln: I/P

## Geläut

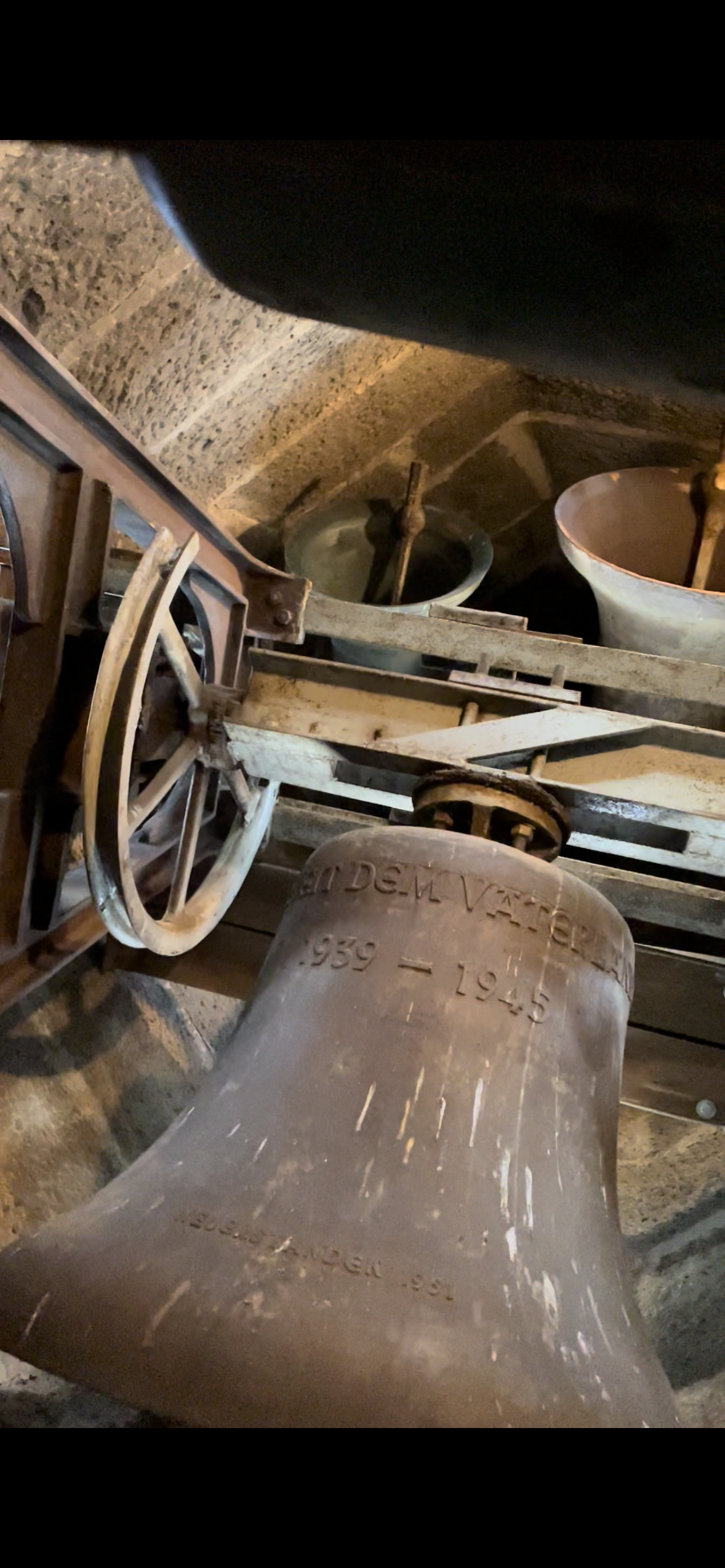
Die Glocken

Die Vorgängerkirche beherbergte zwei Glocken, die vor Fertigstellung der neuen Kirche in einem Dachreiter auf dem Schulgebäude in der Burgstraße 1 untergebracht wurden. Die Glocke von 1653 stammte von Johann Henschel aus Gießen, die von 1702 von Dilman Schmid aus Aßlar. Für den Kirchenneubau wurden 1879 von Andreas Hamm aus Frankenthal drei neue Glocken im Dur-Dreiklang (b1–d2–f2) gegossen und die beiden alten in Zahlung gegeben. Die beiden großen Glocken mussten 1917 für Rüstungszwecke abgeliefert werden. Als Ersatz goss Hamm drei neue Glocken. Die große Glocke (0,84 Meter Durchmesser, um 300 kg Gewicht) trug die Inschrift: „In schwerer Zeit dem Vaterland geweiht. 1914–1918 Neu entstanden 1925 / Der Bürgermeister: W. Metzger / Der Pfarrer: Scriba / Der Lehrer: Gonder / Ortsvorstand: Georg Metzger, Georg Hausmann, Wilhelm Meckel II., Heinrich Emrich VIII., Wilhelm Nau, Wilhelm Möll III., Otto Gontrum“, die mittlere Glocke (0,66 Meter, um 150 kg) die Inschrift: „Ich rufe dem Volk, Lade zur Andacht es ein, dass es Gott lobe auf Erden, um einst himmlisch verklärt zu sein“. Die kleine Glocke blieb erhalten. Auf den Rückseiten der drei Glocken war zu lesen: „Gemeinde Röthges 1925“. Im Zweiten Weltkrieg wurden die beiden großen eingeschmolzen. Die Gemeinde schaffte 1951 an ihrer Stelle zwei Stahlglocken an.
| Nr. | Gussjahr | Gießer, Gussort           | Durchmesser (mm) | Masse (kg) | Schlagton (HT-1/16) | Inschrift                                                                                |
| 1   | 1951     |                           |                  | 371        | h1                  | „In schwerer Zeit, dem Vaterland geweiht. 1939–1945 Neuerstanden 1951. Gemeinde Röthges“ |
| 2   | 1951     |                           |                  | 245        | d2                  | „Gemeinde Röthges“                                                                       |
| 3   | 1925     | Andreas Hamm, Frankenthal | 560              | 89         | f2                  | „Friede im Land, Glück und Segen jedem Stand Gemeinde Röthges 1925“                      |